# من کاکاسیاه تو نیستم
... من کاکاسیاه تو نیستم (انگلیسی: I Am Not Your Negro) فیلمی در ژانر مستند به کارگردانی رائول پک ت است که در سال ۲۰۱۶ منتشر شد. این فیلم بر اساس نسخه خطی ناتمام کتاب (این خانه را به یاد داشته باشید) جیمز بالدوین ساخته شده است. راوی این فیلم مستند ساموئل ال. جکسون است. فیلم در مورد تاریخ نژادپرستی در آمریکا است. داستان فیلم شکل گرفته از خاطرات جیمز بالدوین از رهبران حقوق شهروندی، مالکوم ایکس، مارتین لوتر کینگ جونیور و مدگار اورس می‌باشد.

## انتشار
فیلم برای اولین بار در جشنواره فیلم تورنتو ۲۰۱۶ اکران شد. فیلم در این جشنواره جایزه بهترین فیلم مستند را دریافت کرد. انتشار این فیلم توسط شرکت ماگنولیا پیکچرز صورت گرفت.

## بازخورد
در حال حاضر این فیلم نظر ۹۵ درصد منتقدین راتن تومیتوز را جلب کرده است. همچنین امتیاز ۹۷ را در وبسایت متاکریتیک کسب کرده است و از دیدگاه این وبسایت دومین فیلم برتر سال ۲۰۱۶ محسوب می‌شود.

## جوایز
تا ژانویه ۲۰۱۷ من کاکاسیاه تو نیستم برنده ۱۱ جایزه بین‌المللی شده است.
| مراسم                              | تاریخ مراسم                            | جایزه                                    | نامزد                | نتیجه                               |
| ---------------------------------- | -------------------------------------- | ---------------------------------------- | -------------------- | ----------------------------------- |
| هشتاد و نهمین دوره جوایز اسکار     | ۲۶ فوریه ۲۰۱۷                          | جایزه اسکار بهترین فیلم مستند            | من کاکاسیاه تو نیستم | در انتظار                           |
| اتحادیه زنان روزنامه‌نگار فیلم      | ۲۱ دسامبر ۲۰۱۶                         | بهترین مستند                             | رائول پک             | نامزدشده                            |
| اتحادیه زنان روزنامه‌نگار فیلم      | ۲۱ دسامبر ۲۰۱۶                         | بهترین تدوین                             | Alexandra Strauss    | نامزدشده                            |
| انجمن منتقدین فیلم آستین           | ۲۸ دسامبر ۲۰۱۶                         | بهترین مستند                             | من کاکاسیاه تو نیستم | نامزدشده                            |
| دایره منتقدین فیلم سیاه            | ۲۰ دسامبر ۲۰۱۶                         | جایزه ویژه                               | من کاکاسیاه تو نیستم | برنده                               |
| جوایز حلقه سیاه                    | ۱۶ فوریه ۲۰۱۷                          | بهترین فیلم مستد                         | رائول پک             | در انتظار                           |
| انجمن مرکزی منتقدین فیلم اوهایو    |                                        | بهترین مستند                             | من کاکاسیاه تو نیستم | در انتظار                           |
| جشنواره بین‌المللی فیلم شیکاگو      | ۲۱ اکتبر ۲۰۱۶                          | بهترین فیلم مستند از نگاه مردم           | رائول پک             | برنده                               |
| افتخارات چسم سینما                 | ۱۱ ژانویه ۲۰۱۷                         | جایزه بهترین فیلم از دیدگاه مردم         | رائول پک             | در انتظار                           |
| افتخارات چسم سینما                 | ۱۱ ژانویه ۲۰۱۷                         | دستاورد ویژه در فیلم سازی                | رمی گریلتی           | در انتظار                           |
| افتخارات چسم سینما                 | ۱۱ ژانویه ۲۰۱۷                         | دستاورد ویژه در فیلم سازی                | هبرت پک              | در انتظار                           |
| افتخارات چسم سینما                 | ۱۱ ژانویه ۲۰۱۷                         | دستاورد ویژه در فیلم سازی                | رائول پک             | در انتظار                           |
| افتخارات چسم سینما                 | ۱۱ ژانویه ۲۰۱۷                         | موفقیت برجسته                            | رائول پک             | در انتظار                           |
| افتخارات چسم سینما                 | ۱۱ ژانویه ۲۰۱۷                         | دستاورد تدوین                            | الکساندر استراسوس    | در انتظار                           |
| افتخارات چسم سینما                 | ۱۱ ژانویه ۲۰۱۷                         | دستاورد بهترین موسیقی متن                | الکسی آیجوی          | در انتظار                           |
| انجمن منتقدان فیلم دالاس‌فورت وورث  | ۱۳ دسامبر ۲۰۱۶                         | بهترین فیلم مستند                        | من کاکاسیاه تو نیستم | نامزدشده                            |
| دایره منتقدین فیلم فلوریدا         | ۲۱ دسامبر ۲۰۱۶                         | بهترین فیلم مستند                        | من کاکاسیاه تو نیستم | نامزدشده                            |
| جشنواره مستقل فیلم گاتهام          | ۲۸ نوامبر ۲۰۱۶                         | جایزه مردمی                              | من کاکاسیاه تو نیستم | نامزدشده                            |
| جشنواره مستقل فیلم گاتهام          | ۲۸ نوامبر ۲۰۱۶                         | بهترین مستند                             | من کاکاسیاه تو نیستم | نامزدشده                            |
| جشنواره بین‌المللی فیلم همپتونز     |                                        | جایزه مردمی بهترین فیلم مستند            | رائول پک             | برنده                               |
| جشنواره بین‌المللی فیلم همپتونز     | جایزه بنیاد بریزولارا برای بهترین فیلم | رائول چک                                 | نامزدشده             |                                     |
| جایزه ایندیپندنت اسپیریت           | ۲۷ فوریه ۲۰۱۶                          | بهترین فیلم مستند                        | من کاکاسیاه تو نیستم | نامزدشده                            |
| ایندیوایر                          | ۱۹ دسامبر ۲۰۱۶                         | بهترین فیلم مستند                        | من کاکاسیاه تو نیستم | 3rd Place                           |
| ایندیوایر                          | ۱۹ دسامبر ۲۰۱۶                         | بهترین تدوین                             | الکساندر استراسوس    | 9th Place                           |
| انجمن بین‌المللی مستند              |                                        | جایزه اخلاق - بهترین نویسندگی            | رائول پک             | برنده                               |
| انجمن بین‌المللی مستند              | جیمز بالدوین                           | جایزه اخلاق - بهترین نویسندگی            | برنده                |                                     |
| انجمن بین‌المللی مستند              | جایزه آی دی ای برای بهترین فیلم        | رمی گریلتی                               | نامزدشده             |                                     |
| انجمن بین‌المللی مستند              | جایزه آی دی ای برای بهترین فیلم        | هبرت پک                                  | نامزدشده             |                                     |
| انجمن بین‌المللی مستند              | جایزه آی دی ای برای بهترین فیلم        | رائول پک                                 | نامزدشده             |                                     |
| انجمن بین‌المللی مستند              | جایزه منبع فیلم                        | رائول پک                                 | نامزدشده             |                                     |
| انجمن منتقدان فیلم لس آنجلس        | ۴ دسامبر ۲۰۱۶                          | بهترین فیلم مستند                        | من کاکاسیاه تو نیستم | برنده                               |
| انجمن ملی پیشرفت رنگین‌پوستان       | ۱۱ فوریه ۲۰۱۷                          | بهترین مستند                             | من کاکاسیاه تو نیستم | در انتظار                           |
| جامعه ملی منتقدین فیلم             | ۷ ژانویه ۲۰۱۶                          | بهترین فیلم غیر داستانی                  | رائول پک             | Runner-up                           |
| انجمن منتقدین فیلم کارولینای شمالی | ۲ ژانویه ۲۰۱۷                          | بهترین فیلم مستند                        | من کاکاسیاه تو نیستم | نامزدشده                            |
| جامعه آنلاین منتقدین فیلم          | ۳ ژانویه ۲۰۱۷                          | بهترین فیلم مستند                        | من کاکاسیاه تو نیستم | نامزدشده                            |
| جشنواره فیلم فیلادلفیا             | ۳۰ اکتبر ۲۰۱۶                          | جایزه مردمی بهترین فیلم مستند            | رائول پک             | برنده                               |
| جشنواره فیلم فیلادلفیا             | ۳۰ اکتبر ۲۰۱۶                          | جایزه هیئت داوران برای بهترین فیلم مستند | رائول پک             | برنده                               |
| حلقه منتقدین فیلم سانفرانسیسکو     | ۱۱ دسامبر ۲۰۱۶                         | بهترین فیلم مستند                        | رائول پک             | برنده                               |
| انجمن منتقدین فیلم سنت لوئیس       | ۱۸ دسامبر ۲۰۱۶                         | بهترین فیلم مستند                        | من کاکاسیاه تو نیستم | برنده                               |
| جشنواره بین‌المللی فیلم تورنتو      | ۱۸ سپتامبر ۲۰۱۶                        | جایزه بهترین مستند از نگاه مردم          | رائول پک             | برنده                               |
| نظرسنجی فیلم صدای روستا            | ۲۱ دسامبر ۲۰۱۶                         | بهترین فیلم مستند                        | من کاکاسیاه تو نیستم | 3rd Place (Tied with No Home Movie) |
| انجمن منتقدین فیلم واشنگتن دی سی   | ۴ دسامبر ۲۰۱۶                          | بهترین فیلم مستند                        | من کاکاسیاه تو نیستم | نامزدشده                            |